# René van Diessen
M.F.A. (René) van Diessen (1952) is een Nederlands politicus en bestuurder. Van Diessen is lid van de VVD en was namens die partij onder meer wethouder van Tilburg (1995-2002) en lid van het college van Gedeputeerde Staten van de provincies Gelderland en Flevoland. Hij studeerde economie aan de Universiteit van Tilburg.
Van september 2013 tot februari 2015 was hij waarnemend burgemeester van Dongen, direct gevolgd door een periode als waarnemend burgemeester in Geldrop-Mierlo. Vanaf maart 2016 was hij negen maanden waarnemend burgemeester van Gemert-Bakel.